# Gämsen-Binse
Die Gämsen-Binse (Agathryon jacquinii (L.) Záveská Drábková & Proćków, Syn.: Juncus jacquinii L.), auch Jacquins Binse genannt, ist eine Pflanzenart innerhalb der Familie der Binsengewächse (Juncaceae). 

## Beschreibung

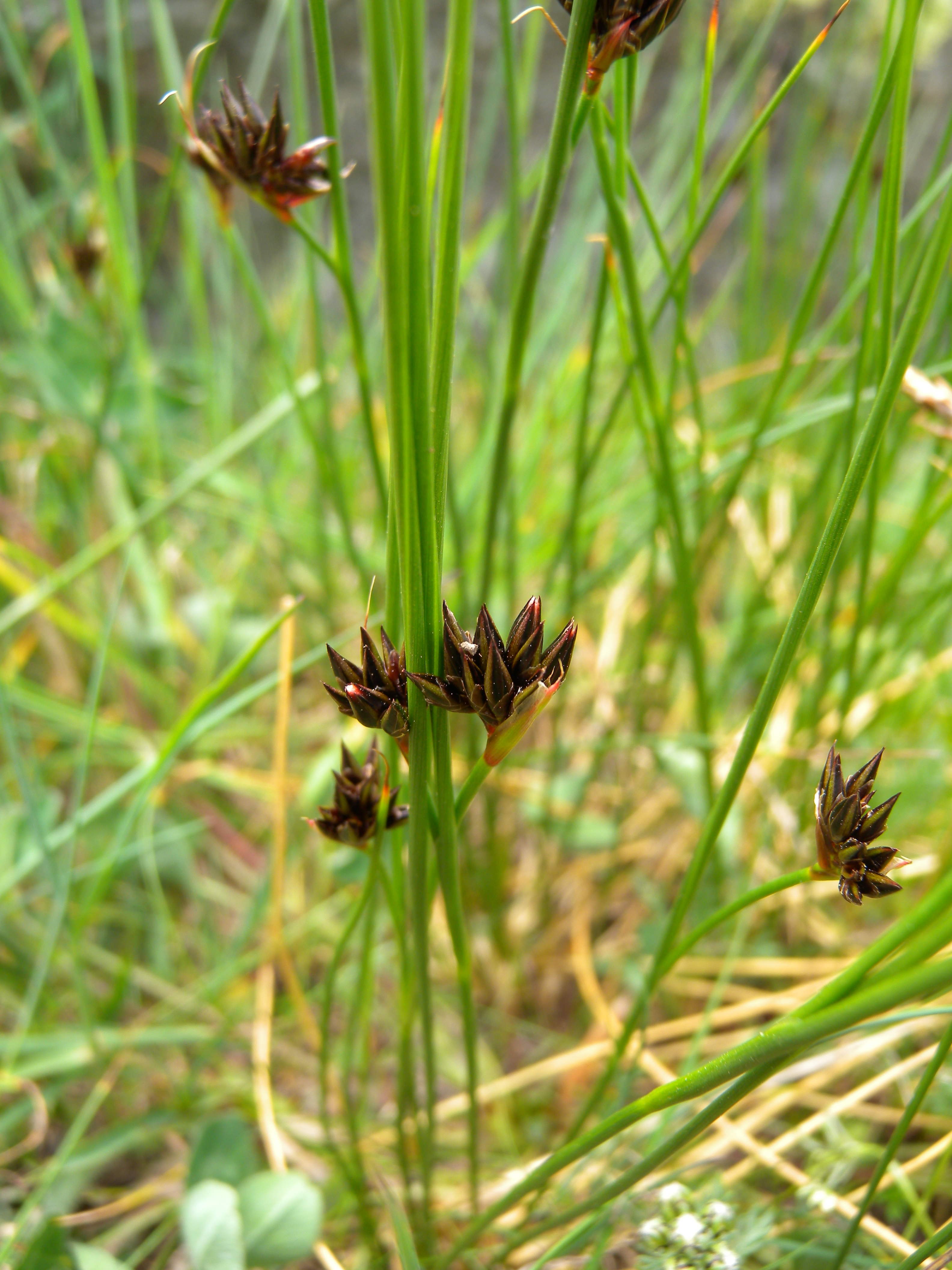
Blütenstände im Habitat

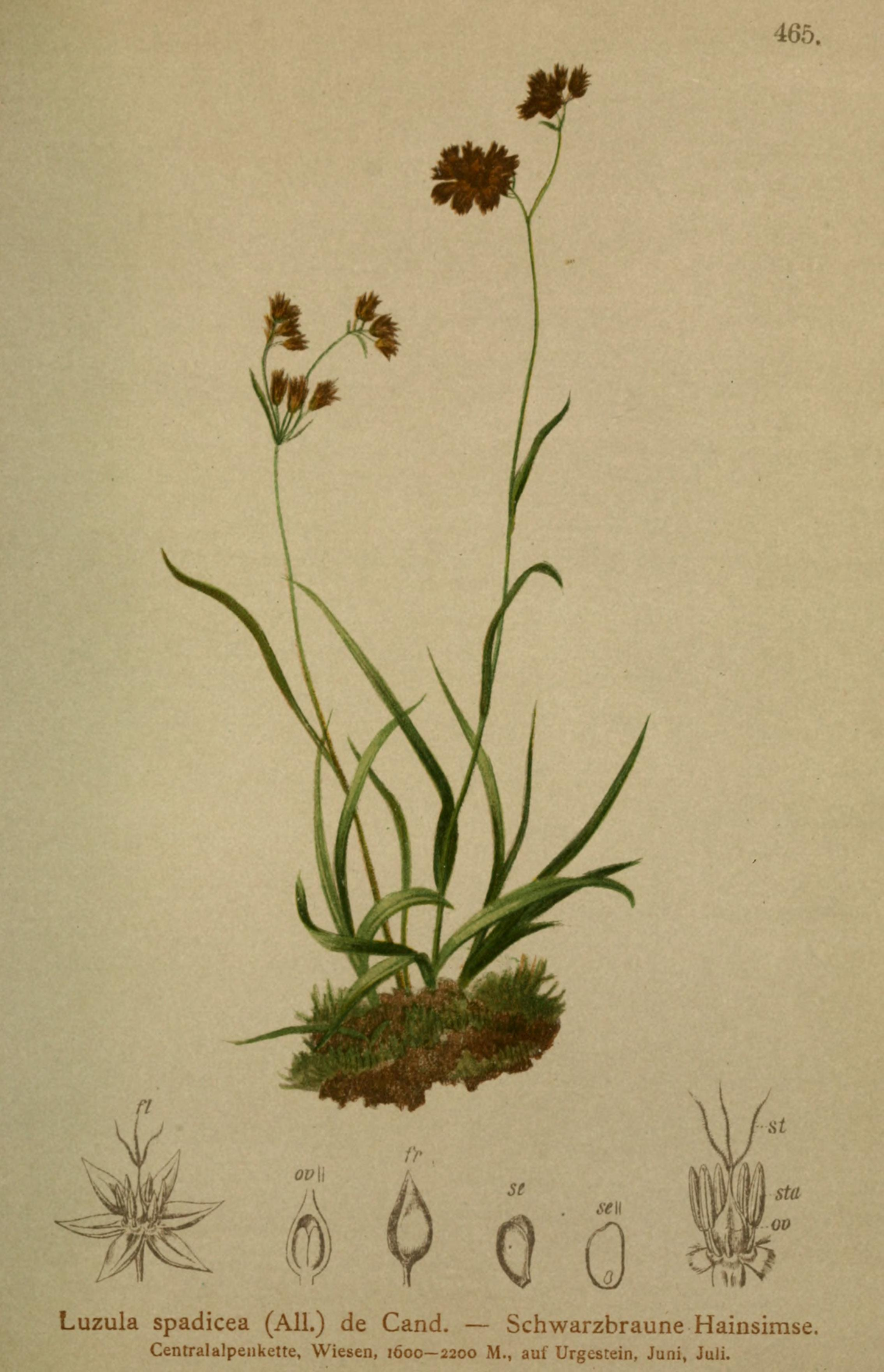
Illustration aus Atlas der Alpenflora, 1882

### Vegetative Merkmale
Die Gämsen-Binse ist eine überwinternd grüne, ausdauernde krautige Pflanze und erreicht Wuchshöhen von 10 bis 20 Zentimetern. Sie bildet über kurze Ausläufer dichte dunkelgrüne Rasen. Die aufrechten Stängel sind rund, glatt bis schwach gerippt. Die Grundblätter sind dünn, glatt und an einer Seite schwach rinnig. 

### Generative Merkmale
Die Blütezeit reicht von Juli bis Oktober. Die Blütenstandsschaft sind am Grund scheidig. Sie verfügen über nur ein Hüllblatt im Bereich des Blütenstandes, der diesen weit überragt. Der kopfige spirrige Blütenstand ist schwarz-braun und enthält seitenständig fünf bis zwölf Blüten. Die zwittrigen Blüten sind dreizählig. Die sechs glänzend roten bis schwarz-braunen Perigonblätter besitzen einen etwas helleren Mittelnerv. Die Blütenhüllblätter sind gleich lang oder die inneren etwas länger als die äußeren und bei einer Länge von 5 bis 6 Millimetern lanzettlich mit lang zugespitztem oberen Ende. Die sechs Staubblätter sind etwa zwei Drittel so lang wie die Blütenhüllblätter. Die Staubbeutel sind 2,5- bis 3-mal so lang wie die Staubfäden. Der Griffel ist ziemlich lang, am oberen Ende purpurfarben und endet in drei langen, grünlichen bis roten korkenzieherartig gedrehte Narben.
Die Kapselfrucht ist stumpf, dreikantig, 3 bis 4 Millimeter lang, von gleicher Farbe wie die Blütenhüllblätter und kürzer als diese. Die rot-braunen Samen sind bei einer Länge von 2 bis 2,5 Millimetern ellipsoid und besitzet einen Samenmantel mit drei langen weißlichen Anhängseln.
Die Chromosomenzahl beträgt 2n = ca. 170.

## Ökologie
Die Gämsen-Binse ist ein überwinternd grüner Hemikryptophyt.
Die Gämsen-Binse verträgt als Volllichtpflanze keine Beschattung. Als Kälte- bis Kühlezeiger kennzeichnet sie ihren Standort in Hochgebirgen oberhalb der Waldgrenze.

## Vorkommen
Die Gämsen-Binse kommt nur in Österreich, Frankreich, der Schweiz, Serbien und Italien vor und ist in Deutschland selten. Ihre Bestände gelten europaweit als „nicht gefährdet“.
Sie gedeiht in den subalpinen bis alpinen Höhenstufen Höhenlagen der Alpen und im nördlichen Apennin in Höhenlagen von 1700 und 3200 Metern in Rasen, Fels- und Geröllfluren des Hochgebirges vor. In den Allgäuer Alpen steigt sie am Himmeleck in Bayern bis 2145 Metern und am Nordwestgrat des Grünen Kopfes bis in eine Höhenlage von 2200 Metern auf. Am Hinteren Spiegelkogel im Ötztal erreicht sie eine Höhenlage von 3250 Meter und am Mont Gelé in den Walliser Alpen 3400 Meter.
Die Gämsen-Binse ist kalkmeidend und wächst bevorzugt auf stark sauren bis sauren sowie auf stickstoffärmsten Lehm- und Steinböden. Die Hauptvorkommen Gämsen-Binsen befinden sich in Kleinseggenrieden der Alpinen Braun-Seggen-Sümpfe (Caricetum fuscae subalpinum) sowie ein Schwerpunktvorkommen in Alpinen Sauerbodenrasen (Caricion curvulae).
Die ökologischen Zeigerwerte nach Landolt et al. 2010 sind in der Schweiz: Feuchtezahl F = 3+w (feucht aber mäßig wechselnd), Lichtzahl L = 4 (hell), Reaktionszahl R = 2 (sauer), Temperaturzahl T = 1+ (unter-alpin, supra-subalpin und ober-subalpin), Nährstoffzahl N = 2 (nährstoffarm), Kontinentalitätszahl K = 3 (subozeanisch bis subkontinental).

## Taxonomie
Die Erstveröffentlichung des Namens (Basionym) Juncus jacquinii erfolgte 1767 durch Carl von Linné in Systema Naturae ...Editio duodecima, reformata..., 12. Auflage, Band 2, Seite 251. Das Artepitheton jacquinii ehrt den Botaniker Nikolaus Joseph Freiherr von Jacquin. Die Neukombination zu Agathryon jacquinii (L.) Záv. Drábk. & Proćków wurde 2023 durch Jaroslaw Proćków und Lenka Záveská Drábková in A revision of the Juncaceae with delimitation of six new genera: nomenclatural changes in Juncus. in Phytotaxa, Volume 622, Issue 1, Oktober 2023 veröffentlicht.